# Bad Dürrenberg
Bad Dürrenberg é um município da Alemanha, situado no distrito de Saale, no estado de Saxônia-Anhalt. Tem 36,13 km² de área, e sua população em 2019 foi estimada em 11.466 habitantes.